# Tomas Ekström
Tomas Ekström, född 8 juli 1969 i Stockholm, är en svensk poet som debuterade med diktsamlingen "Elvis, kattsand & andra viktiga saker" år 2002. Ekström är också redaktör för den unglitterära Tidskriften Serum som utgivits sedan år 1999 och drev tillsammans med Jonas Svensson 668 Förlag. Äger nu Venaröd förlag.
2007 lanserade han boken "Elektrisk matlagning" (som i Kristianstadsbladet nämndes som en av årets fem bästa böcker) och turnén Poesitåget där han tillsammans med Navid Modiri, Mohamed Omar, Anna Jörgensdotter och Johannes Anyuru läste poesi till elektronisk musik av Andreas Tilliander. 2008 representerade Ekström, tillsammans med Paul Nilsson, nutida svensk poesi under ett seminarium för poeter och översättare i Barcelona. Resultatet av dessa översättningar publiceras i bokform i Spanien 2012.
Ekströms poesi har översatts till ett flertal språk, bland annat engelska, spanska, katalanska, holländska, polska och arabiska. Han har också under namnet Telegraf spelat in en skiva med elektronisk musik och poesi tillsammans med Staffan Melin.
2002 vann Ekström första pris i en internationell poesitävling arrangerad av Heterogénesis förlag i Lund. 2010 tilldelades han Hörby kommuns kulturstipendium.